# Тягово-сцепное устройство
Тя́гово-сцепно́е устро́йство (фарко́п) — устройство, предназначенное для буксировки грузовых и легковых прицепов транспортным средством (тягачом).
На грузовых автомобилях и автомобилях повышенной проходимости (УАЗ-469, УАЗ-452) до недавнего времени в качестве тягово-сцепного устройства применялся буксирный крюк, который удерживал дышло прицепа. Главным недостатком такой конструкции являлось наличие существенного люфта между дышлом и крюком, что приводило к ударным нагрузкам при трогании/торможении. В свою очередь, эти удары быстро выводили буксирный крюк из строя — вплоть до произвольной расцепки автопоезда при движении. Кроме того, весьма затруднительным был процесс сцепки, когда водителю необходимо было с большой точностью подать тягач назад так, чтобы буксирный крюк оказался точно напротив дышла прицепа. Для предотвращения самопроизвольного раскрытия буксирного крюка предусмотрена установка шплинта.
На легковых автомобилях чаще всего тягово-сцепное устройство представляет собой сцепной шар (ГОСТ 28248 предусматривает единственный диаметр шара — 50 мм); на дышле буксируемого прицепа устанавливается ответная сцепная головка. При этом тягово-сцепное устройство легкового автомобиля воспринимает не только горизонтальные (тяговые и тормозные) нагрузки, но и в случае одноосного прицепа также вертикальные.
Размеры сцепных шаров тягово-сцепных устройств, устанавливаемых на автомобилях зарубежного производства, могут несколько отличаться от российских стандартов. Могут устанавливаться устройства со сцепными шарами диаметром:
- 17⁄8 ″ (47,6 мм)
- 50 миллиметров (2,0 ″) (ISO стандарт)
- 2 дюйма (50,8 мм)
- 25⁄16 ″ (58,7 мм)

Подобные устройства могут устанавливаться не только сзади автомобиля, но и спереди, предоставляя тем самым владельцу автомобиля более широкие возможности для манёвра с прицепом.
Сцепные шары применяются для буксировки легковых прицепов массой до 3500 кг. Сцепной шар на кронштейне крепится к нижней части автомобиля (кузову или раме). Согласно стандартам, тягово-сцепные устройства должны проходить испытания на усталостную прочность конструкции.
С введением правил ЕЭК ООН № 55, которые допускают применение только тягово-сцепного устройства беззазорного типа, на современных грузовиках стала применяться т. н. европетля. Когда водитель тягача сдает назад, то дышло прицепа с помощью ловителя само входит в тягово-сцепное устройство и центрируется, после чего происходит автоматическая сцепка и фиксация. Дышло удерживается в тягово-сцепном устройстве за счёт вертикально перемещаемого пальца. Беззазорная конструкция и фиксатор саморасцепки делают конструкцию более надёжной, а наличие ловителя — более удобным для водителя.
Рядом с тягово-сцепным устройством обычно устанавливают штепсельную розетку для подключения электрооборудования прицепа с помощью вилки, а у грузовых автомобилей также тормозные шланги в виде раздельных головок типа Palm или сдвоенной Duo-Matic.

## Регистрация фаркопа
В большинстве случаев, регистрация фаркопа не нужна. Рассмотрим все возможные ситуации подробнее. На основании Технического Регламента пункта №77 5 раздела 4 главы транспортные средства не нуждаются в проверке:
В случае установки устройства на транспорт:
- Пригодных для него. Они должны пройти оценку соответствия, которая должна быть проведена в составе конкретного автомобиля. Подтверждено в документации компании-производителя, которая изготовила компоненты.
- На основании предоставленных компанией-изготовителем автомобиля в соответствующих документах.

В случае каких-либо изменений в изделии. На это указывает соответствующая документация. Фаркопы не требуют регистрации, если:
- Их установили на заводе тягово-сцепных устройств.
- Фирма-производитель машины предполагает установку фаркопа на транспорт. На изделии должна быть соответствующая документация. Эти данные указывают на то, что тягово-сцепные устройства разработаны специально для вашей марки машины.

## Происхождение слова «фаркоп»
По-видимому, слово «фаркоп» заимствовано из железнодорожного профессионального жаргона. Так прежде называли винтовую сцепку вагонов.
Для обозначения этого механизма в немецком языке используется более общее понятие Anhängerkupplung (дословно — прицепосцепление). Слово нем. Fahrkopf в немецких толковых словарях в значении русского «фаркоп» (или «фаркопф») не встречается. Слово нем. Fahrkopf можно встретить лишь в значении рабочей части железнодорожного рельса Fahrkopf der Schiene (Eisenbahn).
Fahrkopf — так называлось приспособление на конной телеге для подвешивания багажа.
Fahrkopf — свободная головка на стержене с резьбой. Разновидность талрепа.
Если исходить из внешнего вида механизма, слово, по-видимому, состоит из двух слов нем. fahren (ехать) и нем. Kopf (голова). По крайней мере именно такое происхождение слова чаще всего указывается для объяснения правописания этого слова (фаркоп, а не форкоп). Этим часто объясняется альтернативное написание (и произношение) слова: фаркопф.
Согласно другой версии, слово произошло от немецкого нем. Vorkopf (vor — пред, перед). В этом случае получается, что его нужно писать через О. Слово Vorkopf в немецком языке, однако, также имеет иное значение — оно может означать переднюю часть головы (темя), а также строительный элемент.